# Ante Ivković
Ante Ivković - Zonzi (Split, 18. travnja 1947.), nekadašnji igrač Hajduka iz 60.-tih i ranih 70.-tih godina. Za Bile igra od 1964. do 1972., a kasnije odlazi u Banjalučki u Borac, pa nakratko natrag u Hajduk i zatim u kanadsku Croatiju u Toronto.
Zonzi je dao 35 golova za Hajduk i odigrao 233 utakmice. Osvaja prvenstva 1971. i kup 1967.
Do mirovine radio je kao tajnik u omladinskoj školi Hajduka.
Dobitnik je najviše nagrade Hrvatskog nogometnog saveza, Trofej podmlatka, 2015. godine. Nadimak Zonzi dao mu je klupski suigrač Novak Tomić
Statistika u Hajduku
| Natjecanje        | Nastupi | Zgoditci |
| ----------------- | ------- | -------- |
| Prvenstvo         | 87      | 8        |
| Kup               | 8       | 2        |
| Superkup          | 0       | 0        |
| Međunarodne       | 2       | 0        |
| Splitski podsavez | 0       | 0        |
| Ukupno            | 97      | 10       |
| Prijateljske      | 136     | 25       |
| Sveukupno         | 233     | 35       |